# Сизов, Илья Андреевич
Илья Андреевич Сизов (род. 17 августа 1985, Кинешма, Ивановская область) — российский военный, лётчик-истребитель, заместитель командира 23-го истребительного авиационного полка 303-й смешанной авиационной дивизии 11-й армии Военно-воздушных сил и Противовоздушной обороны. Участник вторжения России на Украину. Герой Российской Федерации (2022). Подполковник.

## Биография
Родился в городе Кинешма Ивановской области в семье военных. Детство провёл в Карелии, в Петрозаводске окончил среднюю школу № 45.
Окончил Краснодарский военный авиационный институт. В 2016 году победил на всеармейских военных соревнованиях «Авиадартс». Участвовал в военной операции России в Сирии.
По данным Министерства обороны Российской Федерации, в ходе российского нападения на Украину, управляя истребителем Су-30СМ, подполковник Илья Сизов «уничтожил 11 украинских летательных аппаратов (3 самолёта Су-24, 3 самолёта Су-27, 2 самолёта МиГ-29, 2 вертолёта Ми-24, 1 вертолёт Ми-14) и два зенитных ракетных комплекса „Бук-М1“».

## Награды
- Герой Российской Федерации (2022)[4];
- орден «За заслуги перед Отечеством» IV степени с мечами;
- орден Мужества;
- медаль ордена «За заслуги перед Отечеством» II степени с мечами
- медаль Нестерова;
- медаль «За отвагу»;
- Медали Минобороны РФ, в том числе:
  - «За воинскую доблесть» II степени;
  - «За укрепление боевого содружества»;
  - «Участнику военной операции в Сирии»;
  - «За участие в военном параде в День Победы».
  - «Восток 2018»